# حسن رشدیه
میرزا حسن تبریزی (زاده ۷ فروردین ۱۲۳۹/ ۵ رمضان ۱۲۷۶ در تبریز - درگذشته ۲۱ آذر ۱۳۲۳/ ۲۵ ذی‌حجه ۱۳۶۳ در قم) مشهور به رُشدیه از پیش‌گامان جنبش فرهنگی ایران بود. وی بنیان‌گذار مدارس نوین در تبریز و دومین مدرسه در تهران (بعد از دارالفنون) بود، او را پدر فرهنگ جدید ایران نامیده‌اند. وی در سال‌های جنبش مشروطه، در میان اعضای انجمن باغ میکده قرار داشت.
میرزا حسن رشدیه با توصیه و مشورت پدرش که از روحانیان بود تصمیم گرفت که به جای رفتن به نجف و خواندن درس طلبگی روانه استانبول و مصر و بیروت گردد و آموزگاری نوین را یاد بگیرد.
او به بیروت رفت و در آن جا سبک نوین آموزش الفبا و دروس جدید مانند حساب و هندسه و تاریخ و جغرافیا را آموخت. سپس در تفلیس مشغول به کار شد.
هنگام بازگشت ناصرالدین شاه از سفر فرنگ، رشدیه طرح‌های آموزشی خود را ارائه کرد و شاه او را مأمور کرد که به ایران آمده و همین سبک را در شهرهای ایران راه‌اندازی کند.
او پدر شهناز آزاد بود. یک محله اعیان‌نشین در شمال شرق تبریز در جنب بلوار باغمیشه به افتخار وی، شهرک رشدیه نام‌گذاری شده‌است.

## زندگی

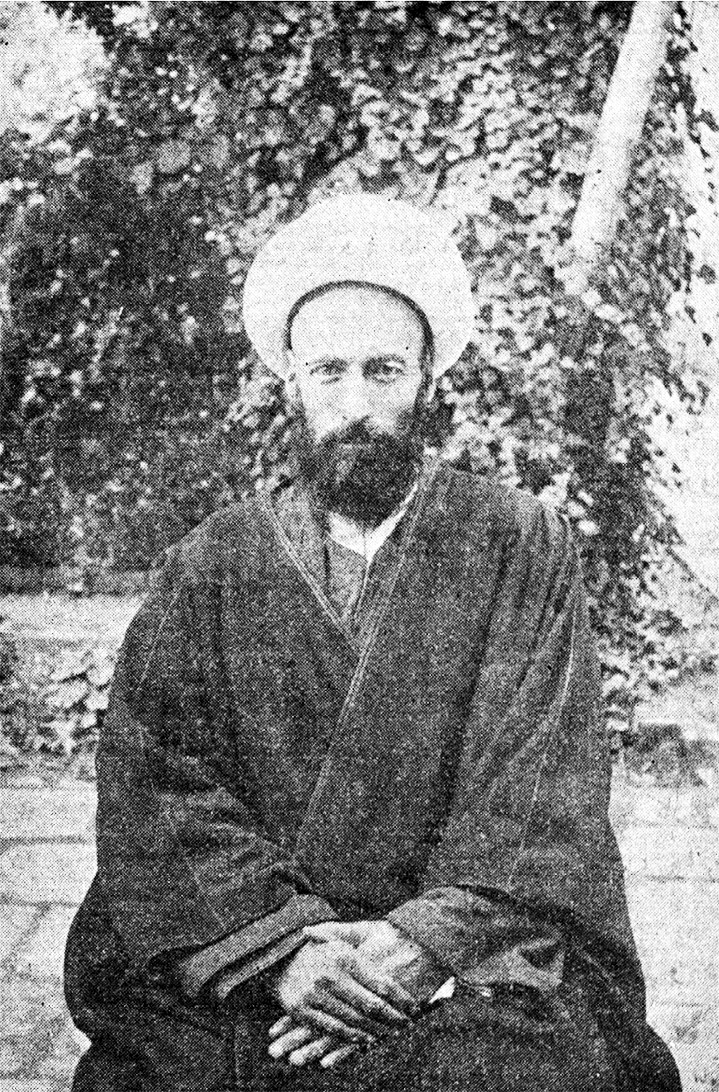
میرزا حسن رشدیه

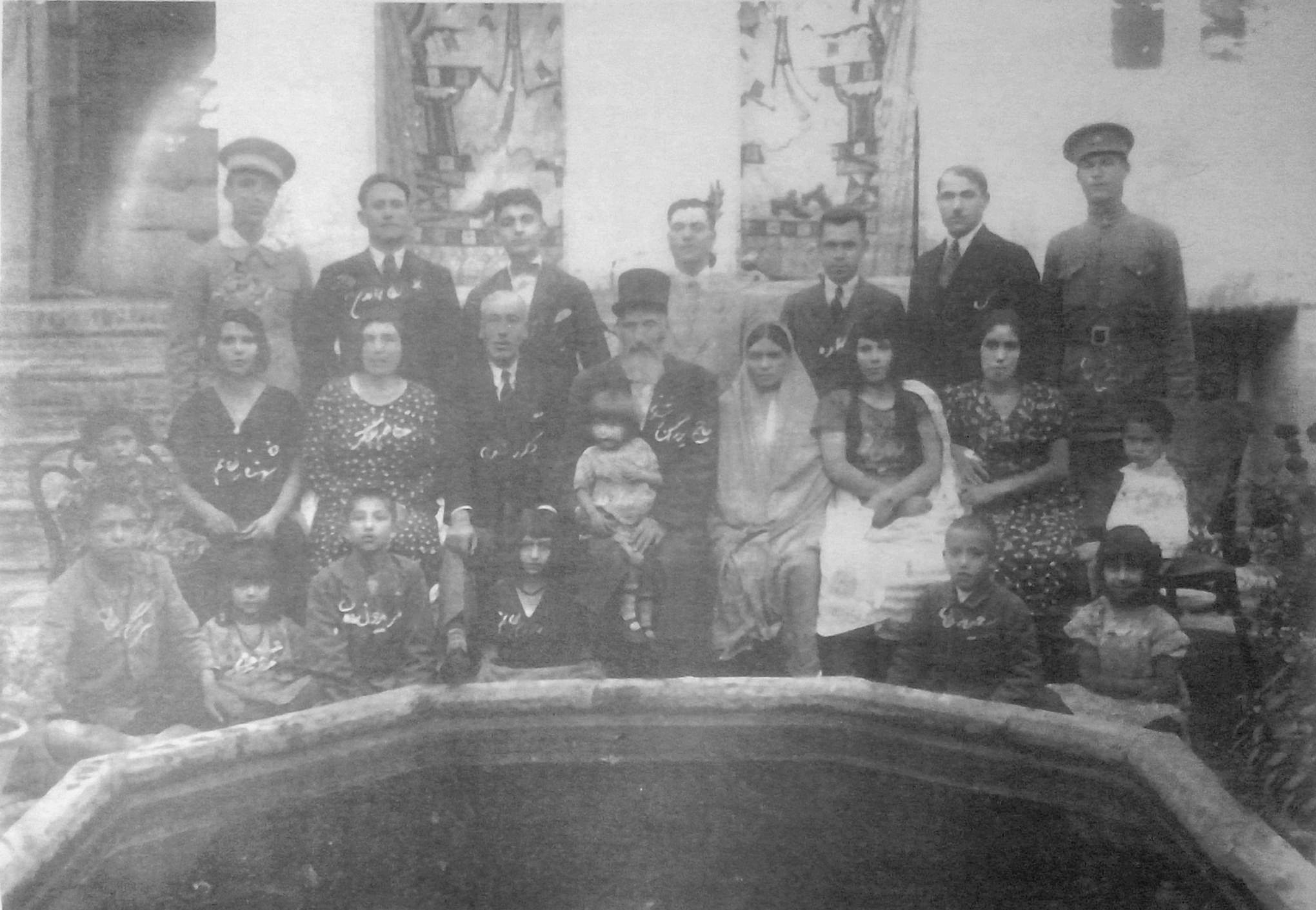
میرزا حسن رشدیه به همراه خانواده.

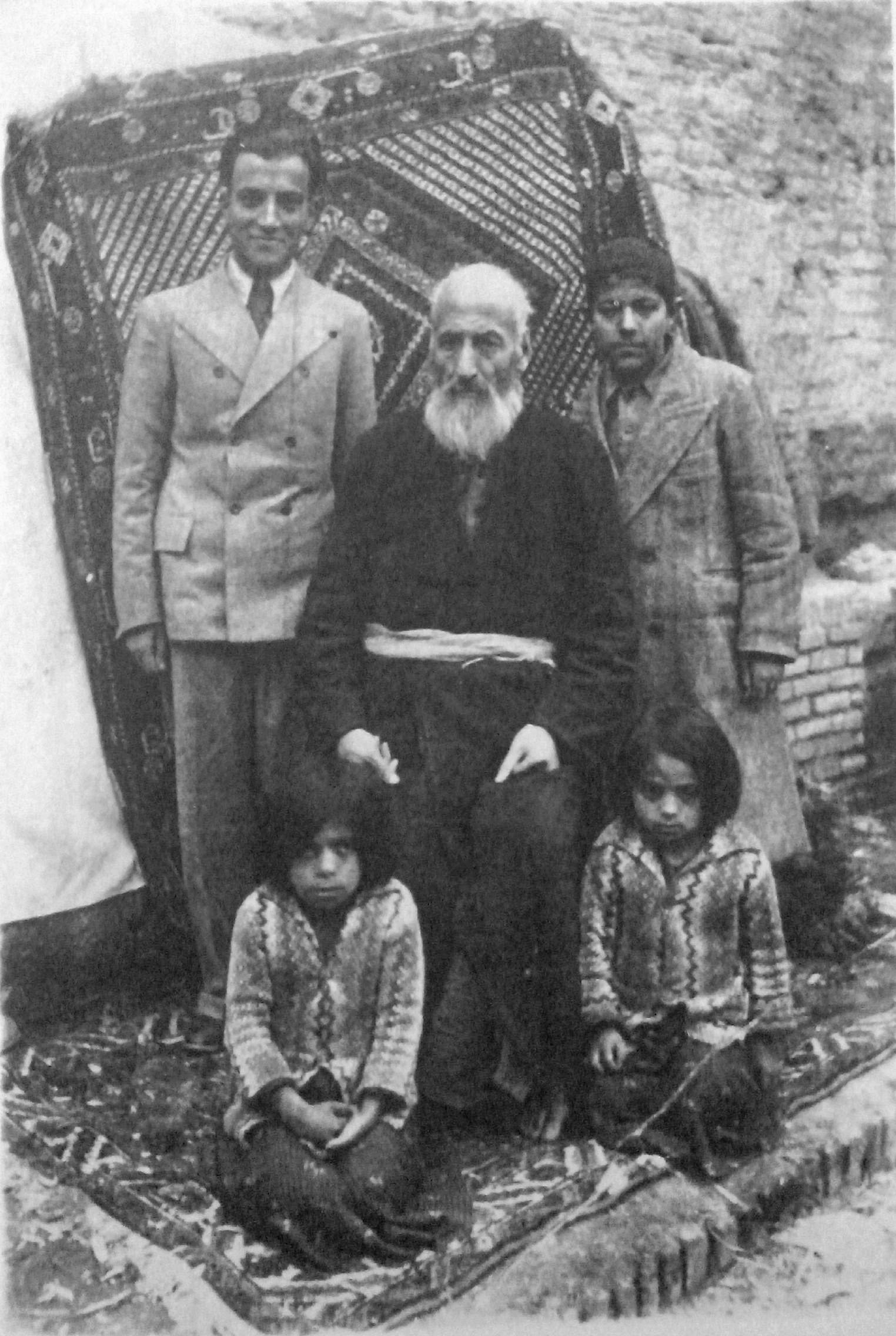
میرزا حسن رشدیه به همراه فرزندانش

میرزا حسن تبریزی که بعدها به رشدیه اشتهار یافت «.. فرزند ملا مهدی از علمای بنام تبریز و سارا خانم نوهٔ صادق خان شقاقی بود که با فرزندانش به امر فتحعلی شاه شهید شدند. او در سال ۱۲۶۷ ه‍. ق در تبریز چشم به جهان گشود…»
" او تحصیلات مقدماتی را نزد پدر خود فرا گرفت و بر اثر استعداد و حافظهٔ ای که داشت، در اندک زمانی یکی از علمای تبریز به‌شمار می‌رفت. چنان که در ۲۲ سالگی امام جماعت یکی از مساجد تبریز بود. "
" در آن روزها، سه روزنامهٔ فارسی در خارج از ایران چاپ می‌شد: حبل المتین در کلکته، اختر و ثریا در استانبول. هر سهٔ این روزنامه‌ها به تبریز می‌رسید. رشدیه به خواندن این روزنامه‌ها بسیار شایق بود و آن‌ها را مکرر می‌خواند. از روزنامهٔ ثریا، استفادهٔ بیشتری می‌کرد. چنان که در کتاب درسی مدارس به نام کفایةالتعلیم بعدها نوشته بود: روزنامهٔ ثریا بسی تاریکی‌ها را روشن کرد. "

در همان روزها، در یکی از شماره‌های ثریا نوشته بود: 
در اروپا از هر هزارنفر، یک نفر بی سواد است و در ایران از هر هزار نفر، یک نفر با سواد؛ و این از بدی اصول تعلیم است… — روزنامه ثریا

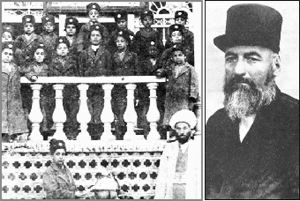
حسن رشدیه بنیان‌گذار آموزش نوین در ایران و شاگردانش

«مقالهٔ مزبور، تأثیر عمیقی در روحیهٔ رشدیه گذاشت و انقلابی در افکار او پدید آورد. به‌طوری‌که یکباره از تصمیمی که پدرش برای ادامهٔ تحصیل او گرفته بود، منصرف شد…»
«از مسافرت به نجف، منصرف و به خیال افتاد که به استانبول یا مصر یا بیروت که انگلیسی‌ها و فرانسوی‌ها در این دو شهر اخیر دارالمعلمین باز کرده بودند، برود و مقدمات رسیدن به آرزوی دیرینه‌اش را که اصلاح اصول تعلیم و تربیت بود، فراهم سازد…»
«بالاخره، پدر، او را متوکلاًعلی‌الله، روانهٔ بیروت نمود. رشدیه، به نام عزیمت به نجف از تبریز، بیرون آمده، راه بیروت پیش گرفت. رفت و به دیار مقصود رسید…»
رشدیه را به سبب تأسیس مدارس ابتدایی در ایران، به این نام می‌خواندند، زیرا در استانبول نام مدارس ابتدایی، رشدی (رشدیه) بود.
«مدت دو سال در دارالمعلمین بیروت که به‌وسیلهٔ فرانسویان، تأسیس یافته بود و شهرت جهانی داشت، به تحصیل علوم جدید پرداخت و به خوبی به اشکالات طرز تدریس، آشنایی پیدا کرد و سپس برای تکمیل مطالعات خود در این رشته به استامبول پایتخت امپراتوری عثمانی و مصر، مسافرت کرد و در روش تدریس در مدارس رشدیه و اعدادیهٔ آن جا مطالعاتی نموده، اصول تدریس آنجا را هم مثل ایران، مغشوش دید…»
«در استانبول به طرح نقشه‌هایی برای تعلیم تربیت اطفال و نو آموزان پرداخته و اقدام به رفع مشکلات تدریس در زبان فارسی و اختراع الفبای صوتی در این زبان پرداخت و پس از آشنایی کامل به اسلوب و طرز تعلیم الفبا به روش جدید، نخست به ایروان که اهالی آنجا به مناسبت دیدن مدارس روس در استقبال از فرهنگ ایرانی، مستعدتر و مشتاق تر بودند رفت و به کمک «حاج آخوند»، برادر ناتنی اش، در سال ۱۳۰۱ ه‍. ق نخستین مدرسهٔ ایرانی به سبک جدید برای مسلمان زادگان قفقاز تأسیس کرد و با اصول (الفبای صوتی) که از اختراعات خودش بود، شروع به تدریس نمود و کتاب وطن دیلی (زبان وطنی) را به ترکی با اصول خویشتن، طبع و با اجرای این روش، موفق شد در ظرف ۶۰ ساعت نو آموزان را خواندن و نوشتن بیاموزد…»
" پس از چهارسال اقامت و مدیریت مدرسهٔ مذکور در ایروان، ناصرالدین شاه که از سفر دوم فرنگستان به ایران، مراجعت می‌کرد، از ایروان می‌گذشت… "
ناصرالدین شاه، در دیدار از مدرسهٔ رشدیه در ایروان، از میرزا حسن خواست تا برای تأسیس مدرسهٔ ابتدایی به ایران بازگردد.
اما دریغا که حسودان تنگ نظر و عنودان بدگهر «با دسایس و نیرنگ‌های مختلف، خدمات صادقانهٔ او را طور دیگری جلوه دادند و به شاه تفهیم می‌کنند که او می‌خواهد با تأسیس دبستان جدید، قانون اروپایی را در ایران رواج دهد که برای سلطنت، خطرناک خواهد بود و به این ترتیب، شاه را وادار می‌کنند که از حمایت او چشم بپوشد…»
در نخجوان، شاه پس از توقف لازم حرکت می‌کند و به رئیس چاپارخانه دستور می‌دهد که به بهانه‌ای مانع حرکت رشدیه به تهران گردد. رئیس چاپارخانه نیز به بهانهٔ اینکه کالسکهٔ حامل او اسب ندارد و باید تا آوردن اسب از چاپارخانه دیگر، در آنجا بماند، او را توقیف می‌کند. پس از ساعتی، رشدیه متوجه می‌شود که در آنجا زندانی است و تصمیم می‌گیرد به ایروان بازگردد. اما رئیس چاپارخانه به او می‌گوید: تا رسیدن شاه به تهران او نباید به ایروان بازگردد. به ناچار چند روزی او را در آنجا توقیف کرده، پس از رسیدن شاه به تهران او را آزاد نمودند. رشدیه وقتی که به ایروان بازمی‌گردد در آن جا نیز مواجه با تحریکات کارگزار سفارت علیه مدرسه می‌شود. تا اینکه پس از چندی با وساطت دوستان و طرفداران خود، اجازه می‌یابد به ایران بیاید؛ لذا مدرسه را به برادر ناتنی خود واگذار می‌نماید و به زادگاه خود، تبریز بازمی‌گردد. ضمناً متوجه می‌شود که برای اجرای مقاصد خود چه گرفتاری‌ها و کارشکنی‌ها در انتظارش می‌باشد و ناگزیر خود را آمادهٔ مبارزه با آن‌ها می‌نماید…"

یکی از شماره‌های روزنامه آذربایجان، ارگان فرقه با تصویری از میرزا حسن رشدیه

".. رشدیه، پس از ورود به ایران و دیدار خانواده، نخست عده‌ای از اقوام با سواد خود را گرد آورد و طرز تدریس اسلوب جدید خود را به آنان آموخت و به نام خدا، نخستین دبستان را در سال ۱۳۰۵ ه.ق. در محلهٔ ششگلان در مسجد مصباح الملک تأسیس نمود. امتحانات نخستین مدرسه به یاری خدا در آخر سال در حضور علما و اعیان و بزرگان تبریز با شکوه خاصی برگزار شد و موجب تعجب و تشکر آن‌ها گردید؛ و اشتیاق مردم به با سواد شدن کودکان شان آن هم به این سهولت، باعث گرمی بازار مدرسه شد. اما مکتب داران که دکان خود را کساد دیدند و پیشرفت مدرسهٔ جدید را مخالف مصالح خود دانستند، به جنب و جوش افتاده و رئیس‌السادات یکی از علمای بی علم را وادار نمودند، رشدیه را تکفیر و فتوای انهدام مدرسهٔ جدید را صادر کند. بدین ترتیب اجامر و اوباش که همیشه منتظر فرصت هستند با چوب و چماق به خدمت شا گردان دبستان و معلمان رسیدند. رشدیه نیز شبانه به مشهد فرار کرد…
پس از شش ماه دوباره به تبریز بازگشت و دومین مدرسه را در محلهٔ بازار تأسیس کرد. اما باز هم دشمنان دانش و نو آوری بیکار ننشستند.
دومین مدرسه هم مورد هجوم قرار گرفت و رشدیه باز هم به مشهد فرار کرد…"
مدرسهٔ سوم را در محلهٔ چرنداب تبریز تأسیس نمود. ".. این بار، طلبه‌های علوم دینی مدرسهٔ صادقیه به تحریک مکتب داران جاهل و کهنه پرست که منافع نامشروع خود را در خطر می‌دیدند به مدرسه حمله کردند و به غارت پرداخته و رشدیه را تهدید به قتل نمودند… "
چهارمین مدرسه را در محلهٔ نوبر تبریز، برای کودکان تهیدست بنیان گذاشت؛ که البته " شمار شاگردان به ۳۵۷ و شمار معلمان به ۱۲ نفر رسید. این بار مکتب داران به ملا مهدی (پدر رشدیه) متوسل شدند و اولتیماتوم دادند…
ملا مهدی از میرزا حسن خواست به مشهد برود و او چنین کرد…"
بعد از چندی، باز به تبریز برگشت و ".. پنجمین مدرسه را در محلهٔ بازار دائر نمود… "
باز هم مدرسه مورد هجوم واقع شد. دانش آموزان مجروح شدند و یکی از آنان کشته شد. باز هم رشدیه به مشهد گریخت.
رشدیه در مشهد هم آرام نگرفت. در آنجا نیز مدرسه‌ای تأسیس کرد اما آنجا نیز با هجوم کهنه پرستان مواجه شد. مدرسه را چپاول و دست اش را نیز شکستند.
ششمین مدرسه را در لیلی آباد دایر نمود. این مدرسه به علت اعتقاد مردم به صداقت و پایمردی رشدیه و دیدن نتایج آموزش‌های او سه سال دوام یافت. چندی بعد کلاسی برای بزرگسالان نیز باز کرد که در مدت ۹۰ ساعت خواندن و نوشتن را به آنان آموخت. این بار، مخالفان او وقاحت را به حدی رساندند که به خود اجازه دادند به او سوء قصد کنند و با شلیک تیری به پای او مجروحش ساختند. با مجروح شدن او مدرسه هم بسته شد.
" رشدیه در آن موقع با توجه به اینکه دستش را در مشهد شکسته بودند و پایش نیز در این واقعه مجروح شده بود، شعری بدین مضمون می‌خواند:
| مرا دوست، بی‌دست و پا خواسته‌است |  | پسندم همان را که او خواسته‌است |

پس از این واقعه هیچ‌کس یارای آن نداشت که خانهٔ خود را برای مدرسه به او واگذار کند. رشدیه با فروش کشتزار خود، مدرسهٔ هفتم را تأسیس کرد. در کلاس‌ها، میز و نیمکت و تخته سیاه گذاشت و در میان ساعت کلاس، زمانی برای تفریح شاگردان در نظر گرفت که این تغییرات مورد توجه مردم قرار گرفت، اما چون صدای زنگ مدرسه به صدای ناقوس کلیسا، شبیه بود و بهانه به دست مخالفان می‌داد، ناچار شد از زنگ زدن در مدرسه چشم پوشی کند.
گروهی از مردم آن روز این شیوه نوین آموزشی را که با اصول قدیم آموزش متفاوت بود، برنتافتند و هر روز علیه وی شایعاتی درست می‌کردند. متحجران زنگ مدرسه وی را ناقوس کلیسا می‌نامیدند و اعلام می‌کردند که کسانی که فرزند خود را به مدرسه می‌فرستند کافرند. رشدیه برای آرام کردن اوضاع تصمیم گرفت دیگر از زنگ مدرسه برای صف بستن و… استفاده نکند و به‌جای آن یکی از دانش‌آموزان با صدای بلند شعر زیر را که سروده خود او بود می‌خواند:
| هر آنکه در پی علم و دانایی است |  | بداند که وقت صف آرایی است |

اما حاسدان این بار هم مدرسه را به‌وسیلهٔ بمبی که از باروت و زرنیخ ساخته شده بود، تخریب کردند. این بار رشدیه تصمیم به ترک ایران گرفت. به قفقاز رفت. در این میان، کسانی نیز بودند که رشدیه را در راهی که پیش گرفته بود، همراهی می‌کردند، از جمله زین العابدین تقی اف مقیم باکو و  میرزا عبدالرحیم طالب اف مقیم تمرخان شورهی قفقاز و علی امین‌الدوله که با حمایت‌هایش کمک بزرگی به مقاصد رشدیه کرد.

تندیس رشدیه در حیاط مدرسه

هنگامی که علی امین‌الدوله به عنوان والی آذربایجان، انتخاب شد، رشدیه را به تبریز دعوت کرد و دربارهٔ مدارس جدید با او صحبت کرد. او دبستان باشکوهی را در محلهٔ ششگلان تبریز ساخت که هشتمین مدرسهٔ او بود. به سبب حمایت‌های امین الدوله، مخالفان کاری از پیش نبردند اما بعد از رفتن رشدیه به تهران، مدرسه به خاطر وضعیت مالی، منحل شد. «.. اما هیچ‌کدام از معلمان آن بیکار ننشستند و هر کدام در گوشه‌ای به تعلیم و تربیت مشغول شدند…»
وقتی امین الدوله در سال ۱۲۷۶ به تهران آمد، میرزاحسن خان رشدیه نیز به پشتوانه او به تهران آمده و مدارسی را به نام مدارس رشدیه در تهران بنیان‌گذاری کرد. اما بعد از عزل امین الدوله و قدرت یافتن علی‌اصغر اتابک مشکلات زیادی را متحمل شد. بزرگان و اعیان از ترس اینکه مبادا به مخالفت با اتابک متهم شوند فرزندان خود را از مدرسه بیرون آوردند و مدرسه تعطیل شد.
بعدها شایعه شد که رشدیه ضد امام زمان و اهل بیت است و اخیراً «بابی» شده‌است. پس از آن رشدیه به قم رفت و تا آخر عمر در این شهر سکونت داشت. در همان سال ورود مدرسه‌ای تأسیس کرد و در آن به تدریس مشغول شد.
وی سرانجام تکفیر شد و فتوای انهدام مدارس جدید صادر شد. به دنبال آن عده‌ای به مدارس جدید حمله کردند که و شروع به تخریب اموال مدرسه کردند، دانش‌آموزان را زخمی‌کردند و حتی چند تن از دانش‌آموزان نیز در این واقعه کشته شدند. جالب اینجا بود که در هنگام تخریب یکی از این مدارس وی می‌خندید و می‌گفت: «این جاهلان نمی‌دانند که با این اعمال نمی‌توانند جلو سیل بنیاد کن علم را بگیرند. یقین دارم که از هر آجر این مدرسه، خود مدرسه دیگری بنا خواهد شد. من آن روز را اگر زنده باشم، حتماً خواهم دید».
«سالی به‌سر آمد. پایان سال، رشدیه جمعی را به مسجد دعوت می‌کند تا مجلس امتحانی بر پا کند و از حاصل کار سخن بگوید و حمایت دعوت‌شدگان را جلب کند. در مجلس امتحان «عمق تغییر» آقایان برملا می‌شود».
«با کلنگ نجوی و اشارات» برای «برهم زدن مدرسه»، «چاه» می‌کنند. به گفته رشدیه «یکی از آقایان که مقامش عالی‌تر از لیاقتش است، خودداری نتوانست. گفت: اگر این مدارس تعمیم یابد یعنی همه مدارس مثل این مدرسه باشد بعد از ده سال یک نفر بی سواد پیدا نمی‌شود. آنوقت رونق بازار علما به چه اندازه خواهد شد معلوم است».
میرزا حسن مدیر مدرسه رشدیه پس از آنکه در تبریز برای ایجاد مدارس زحمت کشیده بود به تهران رفت. «فریاد مقدسین بلند شد که آخرالزمان نزدیک شده‌است که جماعتی بابی و لامذهب می‌خواهند الف و با را تغییر دهند، قرآن را از دست اطفال بگیرند و کتاب به آن‌ها یاد بدهند.» فضل‌الله نوری در جلسه‌ای به ناظم‌الاسلام کرمانی دربارهٔ مدارس جدید می‌گوید: 
«ناظم الاسلام، ترا به حقیقت اسلام قسم می‌دهم. آیا این مدارس جدیده خلاف شرع نیست؟ و آیا ورود به این مدارس مصادف با اضمحلال دین اسلام نیست؟ آیا درس زبان خارجه و تحصیل شیمی و فیزیک عقائد شاگردان را سخیف و ضعیف نمی‌کند؟»
در نهایت رشدیه در زمانی که عبدالکریم حائری مؤسس حوزه علمیه قم ریاست و مرجعیت شیعه را به عهده داشت به قم رفت و در درس او حاضر شد و نهایتاً به خاطر حمایت‌های او توانست در آنجا مدرسه رشدیه را تأسیس کند که هم به آموزش کودکانی از خانواده‌های فقیر می‌پرداخت و هم مدرسه‌ای برای تعلیم نابینایان بود. پسرش شمس‌الدین رشدیه در این‌باره نوشته: «مرتباً به مجلس درس حائری حاضر می‌شد و تنها طلبه کلاهی او بود.» او تا پایان عمر در قم ماند و به آموزش و تعلیم پرداخت. وی در ۲۱ آذر ۱۳۲۳ در قم در سن ۹۳ سالگی درگذشت. در واپسین روزهای زندگی، چنین وصیت کرده بود:
مرا در محلی به خاک بسپارید که هر روز شاگردان مدارس از روی گورم بگذرند و از این بابت روحم شاد شود.

## میرزا احمد مُدَرِّس اوَل
روحانی فرهیخته میرزا احمد مدرس اول در معاونت با حسن رشدیه، مدیریت و کنترل مدارس افتتاح شده در تبریز را بر عهده داشته‌است. فرزندان وی نیز در امر مدیریت و تدریس، با وی همکاری تنگاتنگ داشته‌اند. از جمله حسین مدرس اول، اکبر مدرس اول (شیوا)، جعفر مدرس اول، محمد مدرس اول و راضیه مدرس اول.
(ر. ج) مدرسه رشدیه#حاج میرزا احمد مدرس اول

## آشنایی با روش تدریس رشدیه
از مقالات حسن رشدیه که در شمارهٔ سال سوم «مجموعه معارف» نوشته‌است:

می‌دانید که امروز برای شما چه عید بزرگی است. امروز روزیست که شما از خرابه ندانی به شهر دانایی داخل شده‌اید. تا دیروز ولگرد کوچه‌ها بودید. امروز شاگرد مدرسه شده‌اید. مردم به کربلا و مشهد و مکّه می‌روند، کربلائی و مشهدی و حاجی می‌شوند. شما امروز اصل حاجی شده‌اید که به مدرسه آمده‌اید.
شاگرد مدرسه حرمتش در پیش خدا، از هر کربلایی و مشهدی و حاجی بیشتر است، زیرا که به تحصیل علم وارد شده‌اید. آدم بی‌سواد مرده‌است و آدم با سواد زنده است. شما امروز زنده شده‌اید. همه می‌دانید که تخم مرغ در زیر مرغ می‌ماند و جوجه درمی‌آورد. یک تخم صد دیناری یک مرغ پنج قرانی می‌شود. شما مثل یک آدم بی قیمت، مانند مرغ و خروس با خاک بازی می‌کردید، و از امروز شاگرد مدرسه شده بعد از این با کاغذ و کتاب بازی خواهید کرد. به به به!
می‌دانید مدرسه چه جایی است؟ مدرسه جای خداشناسی است، مدرسه جای تربیت و تعلیم است، همهٔ علما، همه وزرا، همه بزرگان از مدرسه بیرون آمده‌اند. انشاالله سعی می‌کنید شما هم آدم بزرگ و یکی از بزرگان بشوید. تاریخ امروز را باید تا آخر عمرتان در یادتان نگه دارید که در روز پنجشنبه پنجم ربیع‌الاول، اول برج میزان ۱۳۰۴ وارد به مدرسه شده‌اید…

## تحرکات سیاسی، مذهبی
رشدیه همانند سایر شاگردان هادی نجم‌آبادی در سال‌های پیش از انقلاب مشروطه نیز تکاپوهای سیاسی داشت. یکی از فعالیت‌های وی نوشتن شب‌نامه و پخش آن در تهران بود. زمانی که به سبب یکی از این تکاپوها مورد خشم حکومت قرارگرفت با بست نشینی در منزل هادی نجم آبادی، از مجازات رهایی یافت.
رشدیه در سال‌های اول جنبش مشروطه، در میان اعضای انجمن باغ میکده قرارداشت.

## تألیفات
وی تألیفات متعدد دارد از جمله:
- بدایةالتعلیم
- نهایةالتعلیم وطن دیلی (به ترکی آذربایجانی)
- تاریخ شفاهی
- شرعیات ابتدایی
- جغرافیای شفاهی و غیره

در بیدار کردن مردم از هیچ کوششی فروگذار نمی‌کرد و در این رابطه روزنامهٔ «مکتب» را در سال ۱۲۸۴ خورشیدی (۱۳۲۳ ق) و روزنامهٔ «طوفان تهران» را در سال ۱۲۸۷ خورشیدی (۱۳۲۶ ق) در تهران انتشار داد و مقالات ضد استبدادی و استعماری می‌نوشت.

## آرامگاه
وی در قبرستان نو در نزدیکی حرم فاطمه معصومه در قم دفن شده‌است

## جستار ویژه
- مدرسه رشدیه